# Nago
Nago (名護市 Nago-shi?, okinawense: Nagu) es la ciudad más grande en la parte norte de la isla de Okinawa de la prefectura de Okinawa, Japón. La ciudad es conocida por ser el primer lugar en Japón en tener flores de cerezo de cada año, la gente se reúnen en multitudes allí cada año a finales de enero para el Festival de las flores de cerezo.
A diciembre de 2012, la ciudad tiene un estimado de población de 61 659 y una densidad de población de 288 personas por km².Su superficie total es de 210,30 km².

## Historia
El Castillo de Nago fue construido en el siglo XIV y sirvió de hogar a rey Aji (按司).
La ciudad fue fundada el 1 de agosto de 1970 por la fusión de nueve ciudades y pueblos más pequeños.
Nago acogió la Expo '75 en un parque que utilizó un tren monorraíl para mover a los turistas a cada exposición. Su exhibición más popular fue la Ciudad Flotante; similar a una plataforma petrolera. Si la ciudad estaba amenazada de un tifón, se movería cerca de la costa, llena los pontones con agua de mar y se sientan en el fondo del océano para obtener más estabilidad. La ciudad era autosuficiente, y se utiliza el fondo del océano para el cultivo de algas y otras plantas comestibles. Nago fue sede de la cumbre 26 del G8 en el año 2000 .
Nago se estableció como un paraíso fiscal para las empresas financieras en 2002, siguiendo el ejemplo de Dublín en Irlanda. El Edificio Nago Multimedia se estableció como el núcleo de esta zona, con diversos subsidios para las empresas financieras extranjeras para establecer oficinas allí.
Nago es el sitio del Campamento Schwab, una base de Estados Unidos para los Marines establecida en 1956.
Para 1997 se propone la construcción de un Helipuerto en la costa de Henoko. En diciembre de 1999, el gabinete aprueba el traslado de la base.
Un avión Osprey se estrelló en la costa de Nago en diciembre de 2016.
En 2019, se realiza un referéndum en Okinawa donde los votantes rechazaron el traslado de la base militar estadounidense de Futenma, localizada en Ginowan, hasta el distrito de Henoko en Nago.

## Clima
Nago tiene un clima subtropical húmedo bordeado con el clima de selva tropical, con veranos muy cálidos e inviernos suaves. Las precipitaciones son abundantes durante todo el año; el mes más lluvioso es agosto y el mes más seco es diciembre.
| Parámetros climáticos promedio de Nago | Parámetros climáticos promedio de Nago | Parámetros climáticos promedio de Nago | Parámetros climáticos promedio de Nago | Parámetros climáticos promedio de Nago | Parámetros climáticos promedio de Nago | Parámetros climáticos promedio de Nago | Parámetros climáticos promedio de Nago | Parámetros climáticos promedio de Nago | Parámetros climáticos promedio de Nago | Parámetros climáticos promedio de Nago | Parámetros climáticos promedio de Nago | Parámetros climáticos promedio de Nago | Parámetros climáticos promedio de Nago |
| Mes                                    | Ene.                                   | Feb.                                   | Mar.                                   | Abr.                                   | May.                                   | Jun.                                   | Jul.                                   | Ago.                                   | Sep.                                   | Oct.                                   | Nov.                                   | Dic.                                   | Anual                                  |
| -------------------------------------- | -------------------------------------- | -------------------------------------- | -------------------------------------- | -------------------------------------- | -------------------------------------- | -------------------------------------- | -------------------------------------- | -------------------------------------- | -------------------------------------- | -------------------------------------- | -------------------------------------- | -------------------------------------- | -------------------------------------- |
| Temp. máx. media (°C)                  | 19.3                                   | 19.5                                   | 21.3                                   | 23.9                                   | 26.5                                   | 29.2                                   | 31.8                                   | 31.6                                   | 30.5                                   | 27.8                                   | 24.4                                   | 21.0                                   | 25.6                                   |
| Temp. media (°C)                       | 16.3                                   | 16.5                                   | 18.4                                   | 21.0                                   | 23.5                                   | 26.7                                   | 28.8                                   | 28.6                                   | 27.3                                   | 24.8                                   | 21.4                                   | 18.0                                   | 22.6                                   |
| Temp. mín. media (°C)                  | 13.5                                   | 13.5                                   | 15.5                                   | 17.9                                   | 20.8                                   | 24.6                                   | 26.5                                   | 26.2                                   | 24.8                                   | 22.3                                   | 18.8                                   | 15.1                                   | 20                                     |
| Precipitación total (mm)               | 111.4                                  | 126.3                                  | 153.1                                  | 171.5                                  | 222.4                                  | 244.1                                  | 151.3                                  | 248.2                                  | 220.9                                  | 150.7                                  | 122.9                                  | 96.2                                   | 2019                                   |
| Horas de sol                           | 95.3                                   | 86.2                                   | 105.0                                  | 119.1                                  | 139.7                                  | 156.9                                  | 245.7                                  | 211.2                                  | 195.6                                  | 169.4                                  | 121.9                                  | 118.1                                  | 1764.1                                 |
| Humedad relativa (%)                   | 69                                     | 71                                     | 74                                     | 75                                     | 78                                     | 82                                     | 78                                     | 79                                     | 77                                     | 73                                     | 71                                     | 68                                     | 74.6                                   |
| Fuente: JMA (1981-2010)                |                                        |                                        |                                        |                                        |                                        |                                        |                                        |                                        |                                        |                                        |                                        |                                        |                                        |

## Economía
la ciudad es sede de la cervecería Orion. La ciudad también es conocida por la producción de cemento, arroz, caña de azúcar y piñas. El turismo es parte importante de la región.